# Alexis Guérin
Alexis Guérin (Libourne, 6 de junio de 1992) es un ciclista profesional francés que compite con el equipo Anicolor/Tien 21.

## Trayectoria
En 2018 había fichado por el conjunto Delko Marseille Provence KTM aunque finalmente no corrió para este equipo por razones personales. Finalmente sí se unió a este equipo en julio de ese año debutando en los Campeonato de Francia de Ciclismo en Ruta.

## Palmarés
2012 (como amateur)
- 1 etapa del Ronde d'Isard

2015
- Vuelta a Bohemia Meridional, más 1 etapa

2016 (como amateur)
- 1 etapa del Tour de Saboya

2017 (como amateur)
- 1 etapa del Kreiz Breizh Elites

2021
- Tour de Alta Austria, más 1 etapa
- 1 etapa del Tour de Sibiu
- 1 etapa del Tour de Saboya

2022
- 1 etapa del Sazka Tour

2023
- 1 etapa de la Settimana Coppi e Bartali

2024
- 1 etapa del Tour de Bretaña

2025
- Gran Premio de Fronteras y la Sierra de la Estrella, más 1 etapa
- Trofeo Joaquim Agostinho